# Марко Бенефіал
Марко Бенефіал  (італ. Marco Benefial; 25 квітня 1684, Рим — 9 квітня 1764, Рим) — італійський художник другої половини XVIII ст. Створював фрески, працював як релігійний художник та портретист.

## Біографія
Був сином емігрантів з Франції. що оселились в Римі. Звідси неіталійське прізвище.котре іноді передають у італьянізованій формі Бенефіалі.
Марко Бенефіал став релігійним художником, майстром фресок та вівтарних картин. Серед світських жанрів віддавав перевагу портретам.
Серед вчителів, котрі допомагали йому опанувати технології фрески та живопису олійними фарбами, був художник Бонавентура Ламберті (1653—1721), майстер бароко.

## Несприйняття в Римі
Серед перших значимих творів художника — «Апофеоз св. Філіппо Нері». Подана на виставку картина на релігійний сюжет викликала несприйняття від членів Конгрегації віртуозів Пантеона. Прихильники академізму XVII століття, члени Конгрегації вловили небарокову стилістику картини і її походження не від офіційно схвалених зразків. Несприйняття творчості молодого художника в Римі викликало зустрічний спротив з його боку і тривалий час він працював за замовами релігійних громад в італійських провінціях. Аби показати власний твір, він виставив картину «Апофеоз св. Філіппо Нері» у вітрині аптекаря якраз навпроти Пантеону, подарувавши історії мистецтва ще одну анекдотичну історію.
Невдовзі він відбув у провінцію, де працював в містах Мачерата та Єзі, де створив вівтарні картини. Відсутність замов на нові образа примусила майстра звернутися до ремесла і він працював як майстер золочення.
З 1711 року він помічник в майстерні художника Франчесо Гермізоні.

## Впливові меценати
Твори старанного майстра таки помітили впливові меценати в Римі. За підтримки князя Памфілі художник отримав замову від папи римського Климента XI і створив декотрі образа для Латеранської базиліки та для собору св. Петра. Відтепер на митця звернули увагу аристократи та замовники з провінційних міст.
Серед творів цього періоду — «Стигмати святого Франциска Ассізького», фреска «Сивіла» в Сієні тощо.

## Адміністративна кар'єра і скандал
Лише 1746 року за дозволом папського уряду Марка Бенефіала у віці 62 роки нарешті обрали членом у римську Академію Сан Лука, хоча майстер давно отримав визнання.
1754 року він отримав призначення на посаду ректора академії св. Луки, де викладав мистецтво малюнку. Нетерплячий і негнучкий і раніше, Марко Бенефіал критикував учнів і колег за нетворче ставлення і схильність до копіювання чужих художніх манер. Все закінчилось скандалом і невдовзі його звільнили від праці в художньому закладі і скасували його членство у академії. Лише втручання прихильників художника дозволило пригасити конфлікт.

## Провісник римського варіанта класицизму
Італійці не вважали Марка Бенефіала за видатного майстра, бо в Римі працювали і більш обдаровані митці (П'єр Сюблейра, Помпео Батоні). Сам Бенефіал використовував стилістику рококо, але стриманість рококових впливів і прагнення до більшої ясності композицій стало поверненням до стилістики класицизму. Найбільше це вдалося в римському живопису тому ж Помпео Батоні та учню Бенефіала — Антону Рафаелю Менгсу.

## Учні Марко Бенефіала
- Антон Рафаель Менгс (1728—1779)
- Джоакіно Марторана (1736—1779)
- Маріано Россі (1731—1807)
- Антоніо Лйоззі (1730—1807)
- Джузеппе Рупра
- Готфрід Тюнцель
- Вільям Ламберт
- Джакомо Стребел
- Антоніо Джакоміні
- Марчелло Баччареллі
- Філіппо Фіданса
- Мауріціо Спараньїні
- Доменіко де Анджеліс
- Карло Спірідоні Маріотті
- Джованні Баттіста Інтернарі
- Джованні Баттіста Понфреді (бл. 1715—1795), також його біограф.

## Обрані твори (перелік)
- Декор каплиці Причастя в соборі св. Петра
- «Іона», Сан Джованні ін Латерано, Рим
- «Апофеоз св. Філіппо Нері»
- «Видіння св. Миколая»
- «Св. Сатурніно»
- «Св. Петро»
- «Портрет невідомої»
- фреска «Сивіла», Сієна
- «Портрет літньої пані в профіль»
- «Стигмати святого Франциска Ассізького»
- «Вигублення немовлят за наказом царя Ірода»
- «Хрещення в Йордані»
- «Оплакування Христа»
- «Поклоніння пастухів», вівтар
- «Смерть святої Маргарити»
- «Чотири вівтарі», Монреале, колегіата Розп'яття
- «Житіє св. Лаврентія», фрески в соборі м. Вітербо
- «Портрет князівни Джачінти Русполі-Орсіні» (1699—1757)

## Обрані твори (галерея)

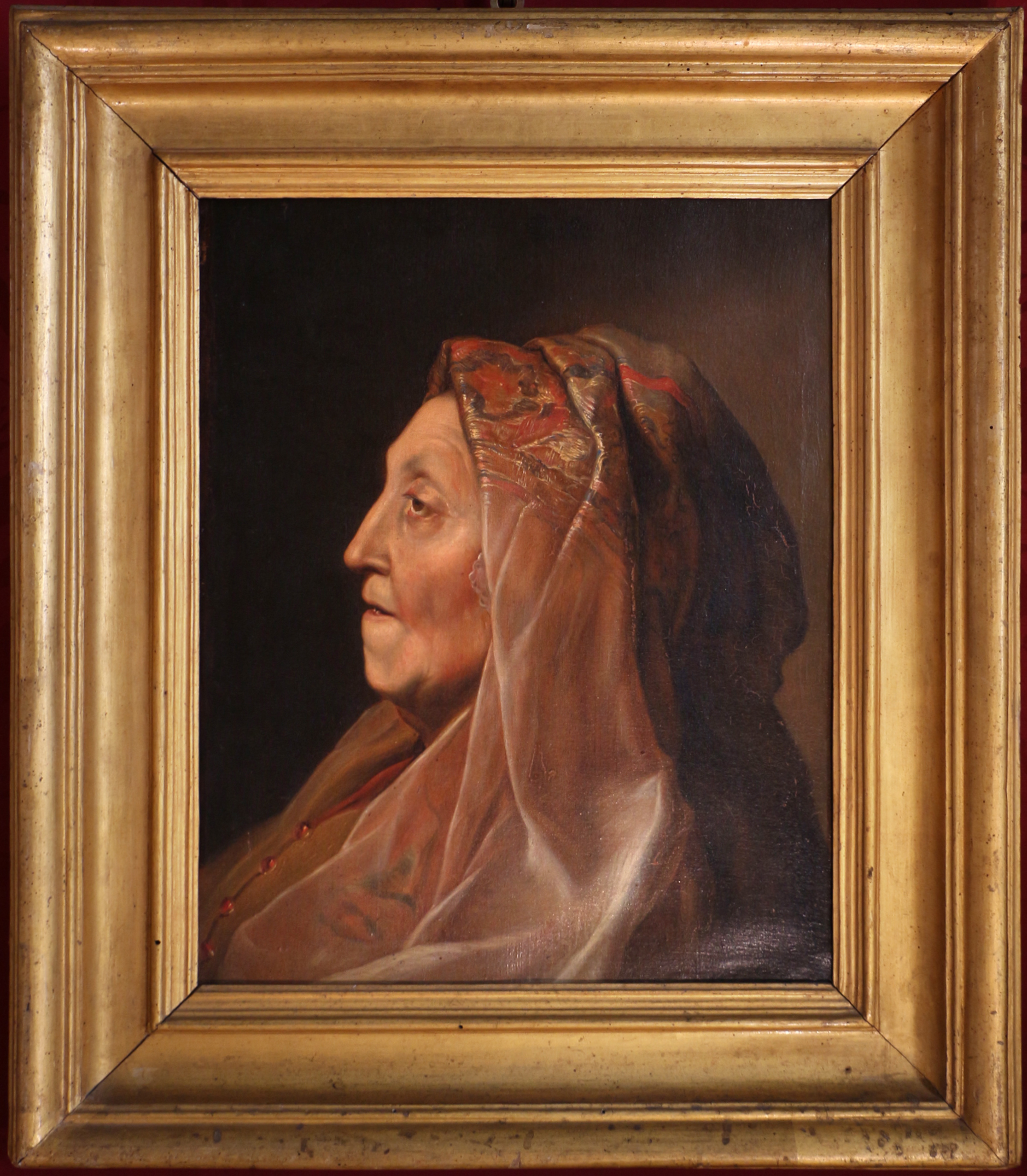
«Портрет літньої пані в профіль»
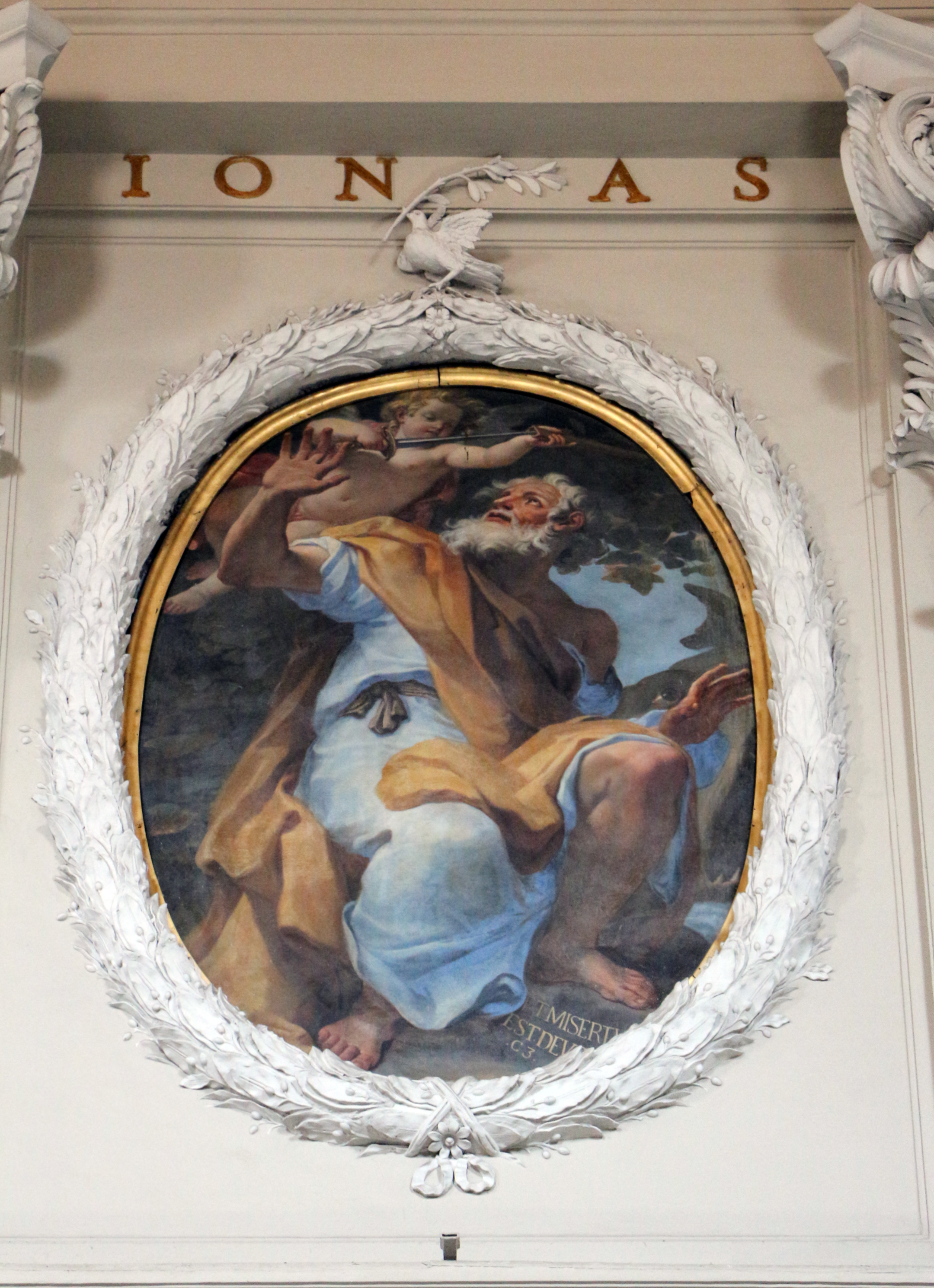
«Іона», Сан Джованні ін Латерано, Рим.
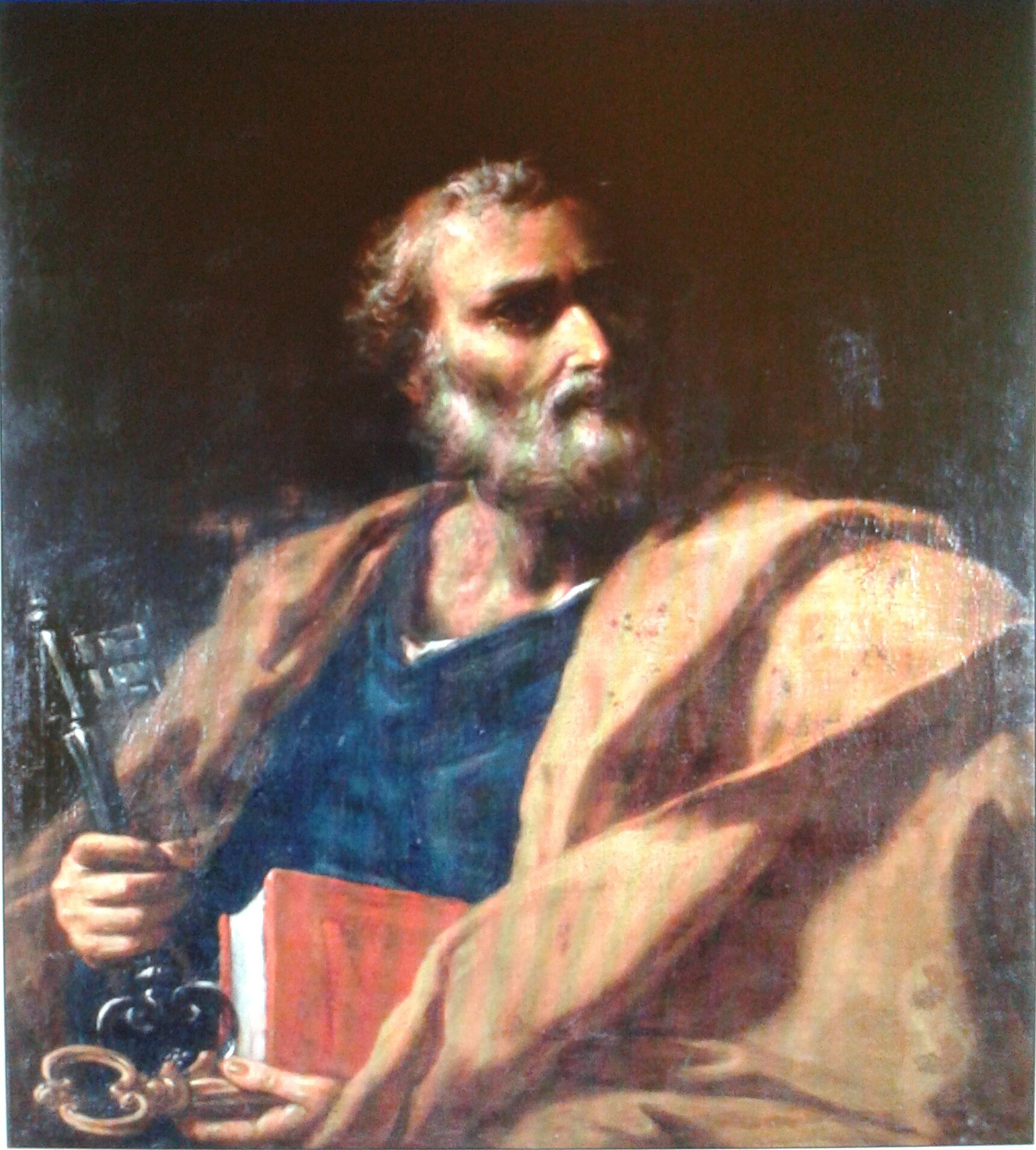
Марко Бенефіал.
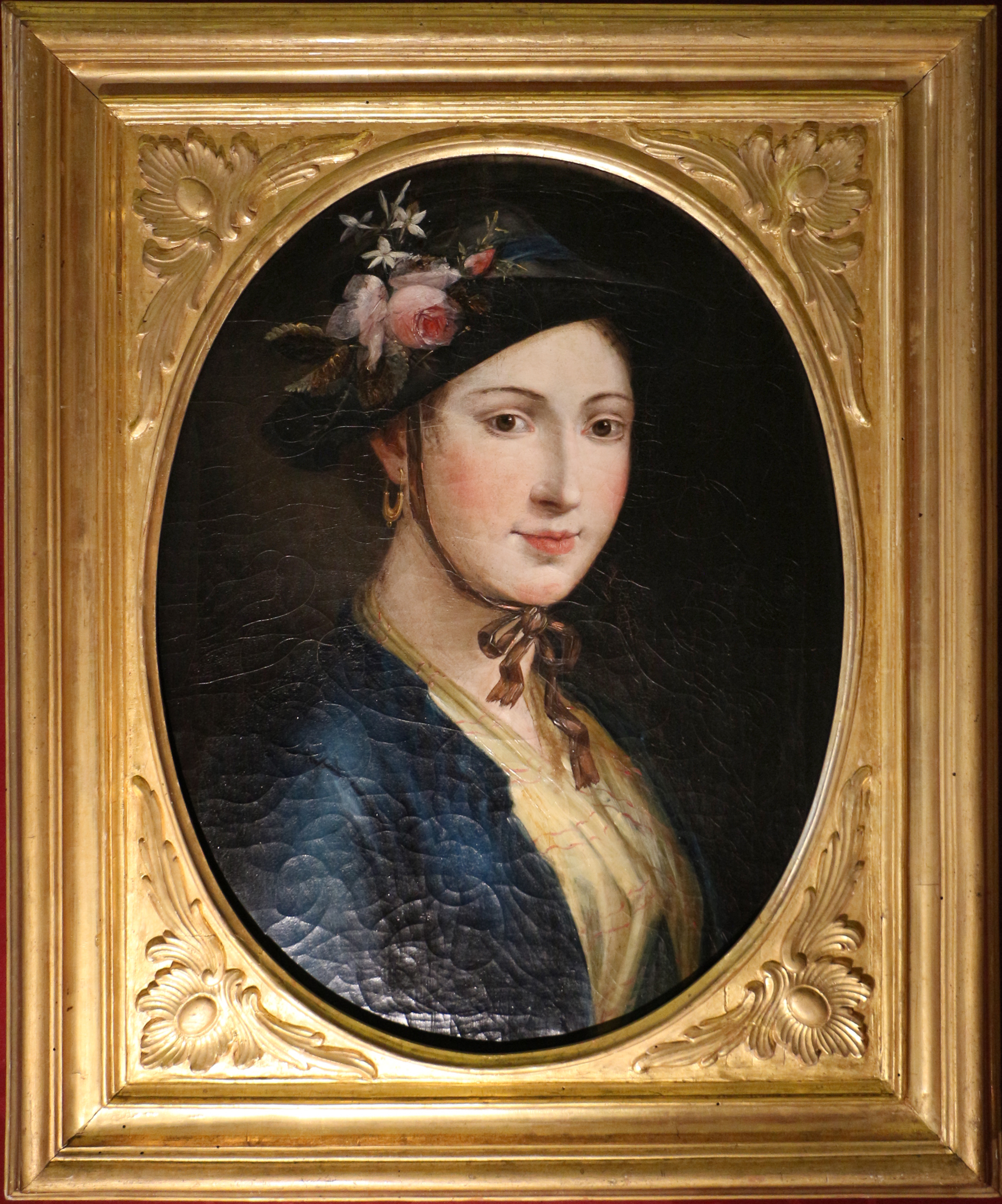
«Портрет невідомої»